# Sverige under förromersk järnålder
Sverige under förromersk järnålder omfattar tiden från år 500 f.Kr. till Kristifödelse. Det är första delen av järnåldern.
Med järnålderns inträde tog nya samhällsstrukturer form. Urnegravarna ersatte nu helt gravhögarna, vilket möjligen berodde på att hövdingarnas makt minskade.
Ett kallt klimat präglade den förromerska järnåldern. Klimatet gjorde det svårare för befolkningen att försörja sig och orsakade återkommande utvandringar menade arkeologer tidigare. En del forskare kallar perioden Fimbulvintern, med anspelning på den nordiska mytologin.
Från järnåldern finns de äldsta bevarade sagorna och notiserna i europeiska skrifter om Sverige, vilket gör att man kan få andra  beskrivningar av järnåldern än av tidigare epoker men de är svårtolkade och berör främst yngre järnålder.
I norra Norrland fortsatte asbestkeramik att användas inom järnsmidet. Den hade redan under bronsåldern använts för koppar- och bronsframställning,

## Forskningshistoria
Inom den arkeologiska forskningen är det framför allt en fyndtomhet, som ofta har tolkats som en kraftigt minskad befolkning, som har varit utgångspunkten i tolkningen av samhället. Som förklaring har olika teorier framförts till exempel den om Fimbulvintern. Ett kallare och fuktigare klimat präglade den förromerska järnåldern. Klimatet gjorde det svårare för befolkningen att försörja sig och orsakade återkommande utvandringar enligt teorin. En del forskare kallar perioden Fimbulvintern, med anspelning på den nordiska mytologin. Denna teori fick stöd av  Rutger Sernanders  vegetationshistoriska rön bland annat genom mossarnas geologi. Klimat blev betydligt kallare och även blötare under förromersk järnålder.
Sune Lindqvist å sin sida såg denna fyndfattigdom som ett resultat av den den keltiska hansan, dvs att de keltiska grupperna som behärskade Mellaneuropa hindrade metallhandeln och att fyndfattigdomen berodde på att samhället ofta saknade metaller. Den viktiga bärnstenshandeln tog vägen över Weichsel istället för Elbe.

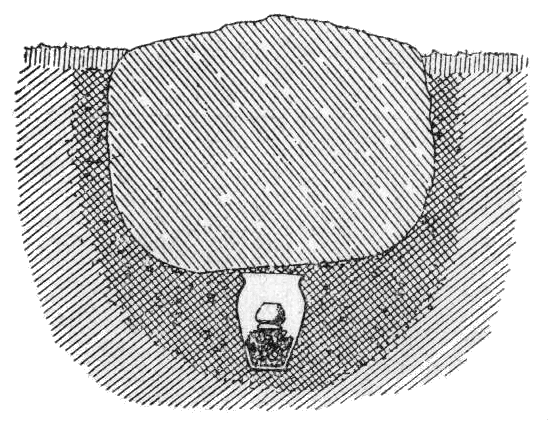
Urnegrav från Västergötland.

Med järnålderns inträde tog nya samhällsstrukturer form. Förhistoriska brandgravar ofta under flat mark ersatte  storhögarna, vilket möjligen avspeglar att samhället fick en jämlikare struktur. Fåtaligheten av fynden kan sammanhänga med tidens extremt fattiga gravskick. Denna synpunkt framhäves med skärpa av Haakon Shetelig i Vestlandske graver fra jernalderen Han menar att man kan jämföra med medeltidens fyndfattigdom, som har sin orsak i att man inte gav gravgåvor i kristna gravar. Det skulle vara traditionen att lägga ner kostbara föremål i gravarna som hade försvunnit.
Dessa tre förklaringsmodeller har varit vanligast men under senare tid har allt mera arbete inriktats på att visa på en kontinuitet av fynd mellan bronsålder och äldsta järnålder.
Från järnåldern finns de äldsta bevarade sagorna och notiserna i europeiska skrifter om Norden, vilket gör att man kan få fler beskrivningar av järnåldern än av tidigare epoker men dessa texter är svårtolkade och har lett till helt olika tolkningar av olika personer. De flesta av dessa källor rör dock yngre järnålder. De två undantagen är Tacitus och Pytheas son rör äldre järnålder.

## Förromersk järnålder (500 f.Kr.–Kr.f.)

### Kronologisk indelning
Förromersk järnålder kallas även keltisk järnålder, och brukar räknas från 500 f.Kr. till Kristi födelse. Perioden delas in i tre delar:
1. Ca 500 - 300 f Kr
2. 300 f Kr - 150 f Kr
3. 150 f Kr - Kristi födelse. Den tredje perioden har vidare delats in i undergrupperna 3a och 3b.

Övergången från bronsålder till förromersk järnålder sker genom att mera järn används i stället för brons till redskap. Det betyder inte att man helt slutade att använda brons. Förutom av järn präglas övergångstiden också av nytt gravskick, där kremering dominerar fullständigt och gravgåvorna blir färre (nästintill uteblir). Dock förekommer enstaka obrända gravar.

## Utveckling
Åren 600 till 400 f.Kr. var en vändpunkt för långdistanshandeln på den europeiska kontinenten. Konflikterna och krigen mellan de centraleuropeiska keltiska stammarna och kulturerna runt Medelhavet störde de gamla handelsvägarna mellan Skandinavien och Medelhavet och bröt så småningom ner dem. Nordeuropeiska kulturer måste bli självförsörjande och då  förändrades de dramatiskt. Arkeologin vittnar om en snabb och djupgående förändring av livsstilen. Jordbruket intensifierades, organiserades kring större bosättningar och blev mer arbetsintensivt. Möjligen introducerades slavar, något som knappast förekom under den nordiska bronsåldern.
De keltiska stammarnas ökande makt, rikedom och organisation ledde till en början inte till en ökning av handeln och de kulturella kontakterna mellan nord- och Centraleuropa. Detta förändrades omkring 200-100 f.Kr. Vid denna tid hade kelterna organiserat sig i urbana samhällen som kallas oppida, och den mer stabila politiska situationen i Europa ledde till ny ekonomisk utveckling och handel.
Brons kunde inte produceras i norra Europa, eftersom tenn inte fanns. I Centraleuropa lärde man sig tekniken att utvinna järn från järnmalm. I Norden började egen järnproduktion utvecklas långsamt. Järn är en mångsidig metall och lämplig för  skärande verktyg och vapen, men det var inte förrän på vikingatiden som järnet revolutionerade plöjningen. Tidigare betade nötkreaturen fritt på stora rätt öppna skogsmarker, men den kom senare att vinterstallas. Vinterfodret säkrades med lövknivar och ängsslåtter. I Danmark har man hittat de första landsbyarna under den yngre förromerska järnålder.
Redan omkring år 600 f.Kr. uppstod Jastorfkulturen i nuvarande norra Tyskland. Den har mycket tydliga likheter med den skandinaviska kulturen under förromersk järnålder. Huruvida denna kulturblandning sker genom utvandring eller annat kulturellt utbyte är inte klarlagt, men de båda förromerska kulturerna har båda drag av den tidigare nordiska bronsålderskulturen och i viss mån den kontinentaleuropeiska Hallstattkulturen. Denna tids skandinaviska kultur antas vara upphovet till de nordgermanska kulturerna, Jastorfkulturen till de västgermanska. Söder om dessa fanns vid denna tid den keltiska La Tène-kulturen. Troligen var befolkningen i Sverige av ovan diskuterade anledning  isolerade i början av denna period. Gravfynden under det sista århundradet av den förromerska järnåldern började dock så smått innehålla guldföremål igen, vilket återigen tyder på kontakter och handel med kontinenten.

## Gravar
Bristen på gravar har diskuterats ovan. Utforskningen av den tidiga järnålderns gravar började med Emil Vedel. Han hade som ung jurist kontakt med  J. J. A. Worsaae och blev som tjänsteman på Bornholm pionjär inom forskningen om tidig järnålder. Han hittade mörka fläckar i grustäkter och kunde konstatera att det var i rester av gravbål, så kallade brandplättar från den då närmast okända äldre järnåldern. Tillsammans med medarbetaren Johan Jørgensen utförde Vedel 1868-76 en omfattande efterforskning och utgrävning av dessa oansenliga gravanläggningar och konstaterade mer än 4000 gravar på 34 gravplatser.  Han undersökte 1500 gravar främst på gravfälten Kanegård (Rönne), Kannikegård (Bodilsker) och Mandhøj. Resultaten beskrev han i Årbøger for nordisk Oldkyndighed (1870, 1872 och 1878) och senare i två större verk Bornholms Oldtidsminder og Oldsager, 1886 och Efterskrift til Bornholms Oldtidsminder og Oldsager, 1897.Det var ett stort material som Vedel metodiskt analyserade vad gäller gravform och innehåll, och som han bearbetade också med gravfältens topografi. Han avgränsade den äldsta järnåldern i Danmark och benämnde den förromersk. Han påvisade en kontinuitet mellan bronsåldern och järnåldern.
Det var detta material som Knut Stjerna använde i sin doktorsavhandling Bidrag till Bornholms befolkningshistoria under järnåldern publicerad i Antikvarisk tidskrift för Sverige / Adertonde delen.
Gravmaterialet från denna tid har sedan diskuterats i många arbeten. Ture Arnes arbete Den senare förromerska järnåldern i Sverige. Detta arbete innehåller en sammanfattning och diskuterar också förhållanden utanför Sverige. 
Att det fanns enstaka skelettgravar från denna tid visades av Gunnar Ekholms Skelettgravarna i Nordens äldre järnålder: ett bidrag till diskussionen Från bronsåldern och under La Téne-tiden är högar med obränt lik förhärskande gravskick bland kelterna. Då brandgravarna uppträdde i norra Frankrike och Rhenområdet under La Téne III var de ett resultat  av germansk påverkan. I det södra området fanns en romersk påverkan. Kelterna höll annars fast vid skelettgravskicket.  Inflytelser på gravskicket stärks av att vapnen i germanska brandgravar från La Tene III otvivelaktigt tyder på keltiska inflytande. De tidiga observerade svenska järnåldersgravarna i Nosaby i Skåne och Ysane i Blekinge, har ett inventarium av La Tene-kulturen.
Kelternas i det västra området var redan mot slutet av Hallstat-tiden  hårt ansatta av germanerna. Inflytandet till Sverige kom från de östliga keltiska områdena, där utvecklingen inte rubbades av yttre störningar, och  Hallstattkulturen överlevde längre. Dessa förhållanden fortsatte vilket visas av östgermanernas La Tene-kultur. Han visar att det finns en frånvaro i Danmark av denna typ av  skelettgravar. Detta  är resultatet av Sverige hade starka kontakter med den östliga Hallstattkulturen, som starkt påverkar Sveriges under yngre bronsåldern. I Danmark kan man numera urskilja de tre senare stadierna Jasdorf, Ripdorf, Seedorf från de tidiga gravfälten i Hannover.  Danmark var under förromersk järnålder  knutet till andra, västliga delar av Europas fastland än Sverige var.
Senare kom kontinuiteten i gravmaterialet att påvisas också av Berta Stjernqvist i hennes doktorsavhandling om Simris. Under 1950-talet har vidare  arkeologer, som C. J. Becker, C.-A. Moberg och E. Nylén kunnat avsevärt datera till tidigare tid viktiga fynd och fyndgrupper från detta skede.

## Keltiskt inspirerade gravfynd
Lotte Hedeager beskriver bygemenskaperna i Danmark under äldre förromersk järnålder som styrda av kollektiv tradition utan inflöde av främmande impulser. Byarna kunde ta upp ny åker på tyngre jordar. Systemet motverkade starka hierarkier. Yngre förromersk järnålder förändrar bilden. Ett nytt skikt av krigare och hövdingar, märks i det arkeologiska materialet i deponerade keltiska prestigeföremål, i gravar och som offer oftast i våtmark.
Vapengravar börjar synas på gravfälten i Sverige  under den yngre förromerska järnålder. Östergötland är landskapet som har flest vapengravar, och föls av grannen Västergötland och därefter kommer landskapen kring Mälaren. Vapengravarna är brandgravar och gravmaterialet i Götaland  talar för att oftast har en vapengrav i varje generation anlagts på gravfälten. I Götaland förekommer också galliska, eller romerska föremål från provinsen Gallien i vapengravarna. Vapengravarna vid Mälaren verkar vara koncentrerade till ett fåtal gravfält. Gravfältet Åby i Västerhaninge på Södertörn har tre vapengravar nedlagda i samma anläggning på gravfältet. Traditionen med gemensamma vapengravar finns också på Gotland där 15 individer har lagts i en enda grav. Gravarna har öppnats  för nya gravsättningar av nya brända ben och vapen. Möjligen är detta en keltisk tradition med krigaren och krigsföljet, som återspeglas på gravfälten i Skandinavien. 
Under äldre romersk järnålder synliggörs ett kraftigare krigarideal oftare med romerska föremål, men utvecklingen börjar i yngre förromersk järnålder. Föremål i gravarna av järn, såsom skäror, läderknivar, prylar, nålar förekommer också. De är knutna till kvinnogravar. Monika Rasch tolkar uppsättningen av läderverktyg i gravarna på Öland som en representation av kvinnan i gruppen på liknande sätt som vapnen representerar mannen. Räf inkluderar skäror i denna tolkning. Kvinnor råder över åker och boskap med hjälp av makten i den nya redskapsmetallen, järnet. Gravarna speglar idealiserat produktionsmarken. Även dessa förhållanden fortsätter in i äldre romersk järnålder, då kvinnor, liksom män, får kontroll över införskaffade romerska föremål.

## Litterära källor
Den grekiske resenären och köpmannen Pytheas från Marseille gjorde en resa till norra Europa omkring 330 f.Kr. Delar av hans resväg bevarades av Polybios, Plinius och Strabon Pytheas hade besökt Thule som låg sex dagars resa norr om England. Han skildrar att solen aldrig sov, det vill säga området norr om polcirkeln. Natten var mycket kort bara någon timme.  Ljuset försvann inte utan skymning gick direkt över i gryning. Han skildrar landet som fruktbart, rikt på frukter som var mogna sent på året. och folket där tillverkade en dryck på honung. De tröskade säden i stora hus, på grund av det molniga och det frekventa regniga vädret. På våren drev de boskapen upp i bergen för sommarbete och stannade där hela sommaren. Denna beskrivning passar som en beskrivning av västra Norge. Här finns traditionen med säterbruk och man torkade säden och tröskade inuti byggnader.
Tacitus skriver 98 e. Kr om germanerna: fältens storlek är i proportion till de deltagande odlarna, men de delar sina skördar med varandra med hänsyn till anseende. Fördelningen är enkel eftersom det finns stor tillgång till mark. De byter jord varje år och markerar en del som inte brukas, ty de försöker inte genom ett ansträngande arbete att skörda ännu större skördar från detta bördiga och vidsträckta land  — såsom genom att plantera äppelodlingar eller genom att stängsla av åkrar; eller genom att vattna trädgårdar. Spannmål är det som  de insisterar på att marken ska ge. Tacitus diskuterar också skiftes odling.